# The Union (album)
Pour l’article homonyme, voir The Union.
Albums par Elton John
Rocket Man: The Definitive Hits
(2007) Gnoméo et Juliette
(201)
Albums par Leon Russell
Angel in Disguise
(2006) Life Journey
(2014)
The Union est un album studio en collaboration des auteurs-compositeurs-interprètes Elton John et Leon Russell, sorti en 2010.
Il s'agit du deuxième album de collaboration de Elton John, après les Duets de 1993. Il s'agit de la première sortie studio d'Elton depuis Victim of Love en 1979 sans aucun de ses musiciens réguliers. Il s'agit également de son album studio le mieux coté sur le Billboard 200 depuis Blue Moves en 1976, débutant au n°3, ainsi que le mieux coté de Russell depuis Carney en 1972. L'album était n ° 3 sur la liste du magazine Rolling Stone des 30 meilleurs albums de 2010. 
L'album présente des apparitions de T Bone Burnett à la guitare électrique, Booker T. Jones à l'orgue Hammond B-3, Neil Young au chant, Robert Randolph à la guitare pedal steel et Brian Wilson au chant et aux chœurs. Cet album est dédié à Guy Babylon, le claviériste d'Elton John, décédé un an avant sa sortie. 
La chanson If It Wasn't for Bad a été nommée pour les Grammy Awards 2011 pour la meilleure collaboration pop avec chant et Hey Ahab est devenue un incontournable des tournées de concerts de Elton.

## Historique
Leon Russell était l'une des idoles d'Elton John. Ce dernier avait un jour pu le rencontrer après un concert au Troubadour à Los Angeles dans les années 1970. Leon Russell était alors venu saluer Elton John dans les coulisses après une performance de l'artiste britannique. Des années plus tard, Elton John entend par hasard une vieille chanson de Leon Russell qui lui rappelle tant de souvenirs. Il parvient alors à le contacter et lui propose d'enregistrer un album commun. 

## Liste des titres
| No  | Titre                                                        | Durée |
| --- | ------------------------------------------------------------ | ----- |
| 1.  | If It Wasn't for Bad : Leon Russell                          | 3:43  |
| 2.  | Eight Hundred Dollar Shoes : Elton John/Bernie Taupin        | 3:23  |
| 3.  | Hey Ahab : John/Taupin                                       | 5:39  |
| 4.  | Gone to Shilo : John/Taupin (Avec Neil Young)                | 4:50  |
| 5.  | Jimmie Rodger's Dream : John/Taupin/T-Bone Burnett           | 3:34  |
| 6.  | There's No Tomorrow : John/Taupin/Burnett/James Timothy Shaw | 3:45  |
| 7.  | Monkey Suit : John/Taupin                                    | 4:46  |
| 8.  | The Best part of the Day : John/Taupin                       | 4:45  |
| 9.  | A Dream Come True : John/Russell                             | 5:07  |
| 10. | When Love is Dying : John/Taupin (Avec Brian Wilson)         | 4:51  |
| 11. | I Should Have Sent Roses : Russell/Taupin                    | 5:21  |
| 12. | Hearts Should Have Turned to Stone : Leon Russell            | 3:47  |
| 13. | Never Too Old (To Hold Somebody) : John/Taupin               | 4:58  |
| 14. | The Hands of Angels : Leon Russell                           | 4:43  |

## Musiciens
- Leon Russell : piano (1, 5, 7-10, 11-13, 16), chant (1, 5, 7-10, 11-13, 16), arrangements des chœurs (1, 5, 7, 10, 16)
- Elton John : piano (2-4, 6-15), chant (2-4, 6-15)
- Booker T. Jones : orgue Hammond B3 (1, 5, 9, 11)
- Keefus Ciancia : Claviers (1-6, 8-15)
- Martin Grebb : Claviers (7, 16)
- Marc Ribot : Guitare électrique (1-4, 6, 7, 9, 10, 13-15), guitare acoustique (8)
- T Bone Burnett : Guitare électrique (3, 6, 12)
- Doyle Bramhall II : Guitare (5, 11)
- Russ Pahl : Guitare Pedal Steel (6)
- Robert Randolph : Guitare Pedal Steel (7)
- Jason Wormer : Dulcimer (4), percussions (11)
- Davey Faragher : Basse (5)
- Don Was : Basse (11)
- Drew Lambert : Basse (16)
- Dennis Crouch : Basse acoustique (1-4, 6-10, 12-15)
- Darrell Leonard : Trompette (1, 4, 5, 8, 11, 13), trompette basse (1, 11, 13), arrangements et direction des cuivres (1, 4, 5, 8, 11, 13)
- Ira Nepus : Trombone (1, 4, 11)
- Maurice Spears : Trombone (1, 4, 11)
- George Bohanon : Trombone (1, 4, 11), baryton (1, 4, 11)
- William Roper : Tuba (1, 4, 11)
- Thomas Peterson : Saxophone (5, 8, 11, 13)
- Joseph Sublett : Saxophone (5, 8, 11, 13)
- Jim Thompson : Saxophone (5, 8, 11, 13)
- Jim Keltner : Batterie, percussions (1-9, 11-15)
- Jay Bellerose : Batterie, percussions (1-15)
- Debra Dobkin : Beaded Gourd (percussion) (6)
- Mike Ford : Percussions (11)
- Bill Maxwell : Arrangements des chœurs (2, 3, 6, 8, 9, 12-15), direction des chœurs (1-3, 5-10, 12-16)
- Brian Wilson : Chant et arrangements des chœurs sur "When Love Is Dying"
- Neil Young : Chant sur "Gone to Shiloh"
- Rose Stone : Chœurs (1, 3, 8, 10, 12, 16), tambourin (10)
- Judith Hill : Chœurs (1, 3, 5, 7, 8, 10, 13, 14, 16)
- Alfie Silas-Durio : Chœurs (1, 3, 5, 7, 8, 10, 12-16)
- Jean Witherspoon : Chœurs (1, 3, 5, 7, 8, 10, 12, 16)
- Tata Vega : Chœurs (1-3, 5-10, 12-16)
- Bill Cantos : Chœurs (2, 3, 6, 8, 9, 12-16)
- Lou Pardini : Chœurs (2, 6, 9, 12, 15)
- Jason Scheff : Chœurs (2, 6, 9, 12, 15)
- Tanya Balam : Chœurs (3, 8, 16)
- Kellyie Huff : Chœurs (3, 8, 16)
- Perry Morgan : Chœurs (3, 8, 16)
- Tiffany Smith : Chœurs (3, 8, 16)